# 青島幸男
青島 幸男（あおしま ゆきお、1932年〈昭和7年〉7月17日 - 2006年〈平成18年〉12月20日）は、日本の政治家、小説家、作詞家、タレント、テレビ司会者、俳優、放送作家、映画監督、歌手。位階は正四位。
参議院議員（5期）、第二院クラブ代表（初代・第5代）、東京都知事（第13代）などを歴任した。

## 概要
テレビ業界で当初は放送作家として成功し、高度成長期を歌った「スーダラ節」を作詞する。クレージーキャッツ主演の映画はもとより、『若大将シリーズ』などでも映画の主題歌を作詞した。主演したドラマ『いじわるばあさん』では国民的キャラクターとして定着し、小説を執筆すれば処女作『人間万事塞翁が丙午』が直木賞を受賞するなど、多才の人として知られ、「超マルチタレント」と呼ばれた。タレント政治家としても高い人気を誇り、参院選2期目以降は、選挙期間中に選挙公報作成と政見放送録画以外の選挙運動を一切せずに当選し続けたことなどが注目された。

## 経歴

### 生い立ち
東京府東京市日本橋区堀留町（現在の東京都中央区日本橋堀留町）の仕出し弁当店・弁菊を営む青島次郎・ハナ夫妻の次男として生まれる。兄は謙治、祖父も謙二で代々弁菊を営んでいた。「青島旅館」も営んでいた。
東京都立第二十一中学校（現：東京都立武蔵丘高等学校）に入学するが学制改革に遭い、数か月で新制早稲田大学高等学院に転校。
1951年早稲田大学第一商学部に進学。22歳の時、兄の許婚者の美千代に恋をして苦しみ、ガス自殺を企てたこともあるが、部屋にガス管を引いてガスを呼吸するうちに「これなら本当に死ねる、いつでも死ねるから今夜はやめとこう」と外に飛び出した。この頃、恋の苦しみから自分の髪の毛を切ったり、赤い長襦袢を着て電車に乗ったり、哲学書を読み漁ったりした。やがて幸男の苦しみを見るに見かねた兄から許婚者を譲られ、3年後に結婚する。
学部卒業間際に結核を患ったので就職を断念して、1955年4月に早稲田大学大学院商学研究科商学専攻修士課程に進学し、療養生活を送る。当時、昔の同級生から見舞いを受けた際に、就職先の自慢話を聞かされ、恨めしい思いをしたことが後に「サラリーマンは気楽な稼業ときたもんだ」という歌を作る動機になった。療養中に銀座でバー「カランタス」を経営。その頃に書いた漫才台本がNHKのコンクールで採用されたことをきっかけに放送作家としての活動を開始。1956年6月には大学院を中退する。
結核回復後は働かずに実家で過ごしていたが、1961年、東京都立第二十一中学校の同期だったすぎやまこういちから電話で呼び出され、渡辺プロダクション社長である渡辺晋を紹介される。

### 「超マルチタレント」
渡辺プロダクション制作の『おとなの漫画』（フジテレビ）、『シャボン玉ホリデー』（日本テレビ）などの構成を担当し、放送作家本人が画面に登場する「青島だァ!」のギャグで一躍有名になる。「青島だァ!」は青島の代名詞で歌手デビュー曲のタイトルにも使う程で、青島自らの作詞で発売された。1960年当時「最初に運転免許を取って美容師の免許を取って、映画も撮って、作詞作曲、監督、主演を全部やり、直木賞を取り、国会議員になる」と豪語し、植木等から正気を疑われたが、8年後までにこれらの大半を実現させた（直木賞の受賞は21年後）。
作詞家としても才能を発揮し、番組で関わったハナ肇とクレージーキャッツや坂本九らの作詞をする。特に作曲家萩原哲晶とのコンビでの作品で数多くのヒットがある。代表曲として『スーダラ節』『だまって俺について来い』『明日があるさ』などがある。
1966年には映画『鐘』で製作・脚本・監督・主演を担当し、同作はカンヌ国際映画祭の国際批評家週間に入選した。
俳優としても、自身の当たり役となったテレビドラマ『意地悪ばあさん』（原作：長谷川町子、レギュラー放映：読売テレビ / 1967年 - 1969年、フジテレビ / 1981年 - 1982年）に主人公・意地悪ばあさん（波多野たつ）役で主演し、読売テレビ版の主題歌『意地悪ばあさんのうた』も歌った。
あまり知られていない仕事として、ドラマのストーリーテラー（いわゆる狂言回し）がある。1969年から1970年にかけて円谷プロダクションが製作した大人向けの特撮ドラマ『恐怖劇場アンバランス』では、ストーリーテラーとして全13回すべてに出演。同作品は、内容が陰惨なために製作後3年間お蔵入りした後、1973年にようやく放映されることになったもので、各話冒頭と終わりに挿入される青島の出演部分は、放映決定後に追加で撮影された（そのため青島の名がエンドクレジットに無い）。アメリカの怪奇ドラマ『ミステリー・ゾーン』に倣いストーリーテラーが案内してドラマが始まるという趣向を狙い、『ミステリー・ゾーン』のロッド・サーリングに相当する人物として青島が抜擢された。ただしコメントはプロデューサー熊谷健の執筆によるものである。

### 政治の道へ
1968年、第8回参議院議員通常選挙に全国区から立候補し2位で初当選。なお、1位は石原慎太郎、3位は上田哲であり、タレント政治家のパイオニア的存在となる。
テレビ司会者としても、1968年から11年間に渡る『お昼のワイドショー』、高見知佳との名コンビで広く親しまれた『追跡』などの司会者などとして引き続き芸能界でも活躍した。
後に無所属議員による院内会派第二院クラブに所属。「参議院議員は内閣に関与すべきではない」との立場から、首班指名は必ず棄権していた。
ある日、佐藤栄作が「自分は参院選の応援のために日本全国を回った」と話すので「自分はテレビでの知名度があって当選できた。選挙の立候補者も放送を通じて政見を述べればよい」と答え、青島の提案によりテレビでの政見放送が実施された。
1971年3月29日、予算委員会の代表質問において、与党自由民主党に対する財界からの政治献金の多さを批判する。首相の佐藤栄作を「もし理想的な政治資金規正法がつくられまして、これが厳密に運用されたら、自民党政府の存立はあり得ないでしょう。そのことはだれも知っておりますし、一番よく御存じなのは、佐藤さん、あなた御自身だと私は思います。だから、これは政治資金規正法の改正というのは私はできないと思います、あなたには。できもしないことを、やるのだやるのだとお約束になるから、ますます国民の不信を買うばかりであると私は信じます。（中略）資本主義国家なんですから、企業からお金を集めてそれを政治資金にするというのは、私は明らかにすればそれでいいと思うのです。できないならできないと明確におっしゃったほうが、一そうはっきりするのです。その代わり、政府はスポンサード・ガバメントであり、総理は財界のちょうちん持ちで男メカケである」と一刀両断し、大いに物議を醸した（永六輔は、後年にこの発言を「あれは一種の媚び。ああいう媚び方というのがある。芸者がお座敷で権力者の禿頭を叩くのと同じで、あんなこと言われても総理は痛くも痒くもない。かえって喜んでる」と批判した）。
自民党は懲罰動議を出し、また同党の要求で、太字の箇所は国会会議録より削除されたが、青島の懲罰委員会決議は見送られた。青島によると、懲罰を決議するためには本会議で弁明の機会を与える必要があり、この弁明は時間無制限であったためではないかとしている。
1974年の第10回参議院議員通常選挙以降、候補者の青島自らが街頭演説などの選挙運動を一切しないという独自の選挙活動を行う。これは青島が超有名人気タレントであるからこそ可能な戦法であった。
1981年、小説『人間万事塞翁が丙午』で同年上半期の直木賞を受賞。この作品は本人が直木賞を取ると周囲に公言して執筆・出版し、実際に受賞したものである。しかも当時の日本の文学史でも他に類を見ない離れ業であり、青島の豊かな才能の一端を示すエピソードとして知られている。
1989年、韓国大統領の盧泰愚宛に「在日韓国人政治犯の釈放に関する要望」という署名を133名の国会議員と連名で提出し、日本人拉致実行犯辛光洙ら29名の無罪放免を訴えた。
同年、4期目途中で消費税法案の強行採決に抗議して議員を辞職し、直後に予定されていた第15回参議院議員通常選挙に立候補するものの落選した。この行動は、中途辞職による比例代表名簿次点登載者であったいずみたくの繰り上げ当選と、自身の当選によって所属会派の議席増をもたらすため、「比例代表制度を恣意的に利用するものである」と批判された。
1991年に悪性リンパ腫が発見され、『追跡』など当時の全てのレギュラー番組を降板して治療に専念した。後に寛解するも、この時の抗癌剤治療が死因である骨髄異形成症候群の遠因となったとされる。
1992年の第16回参議院議員通常選挙で国会議員に返り咲き、金丸信が絡む東京佐川急便事件について、東京地方検察庁が金丸を罰金のみの略式起訴で幕引きを図った際には、抗議のハンガーストライキを国会議事堂前で行った。

### 東京都知事
1995年、参議院議員を辞職し、4月9日の第13回統一地方選挙にて行われる東京都知事選挙に無所属で立候補することを表明する。当初は、内閣官房副長官として7人の内閣総理大臣を補佐し、自民・自由連合・社会・公明4党からの推薦、新党さきがけからの支持を受けていた石原信雄の当選が有力視され、5選不出馬により勇退する鈴木俊一も事実上、石原を後継に考えていた。しかし青島は、開発が進む臨海副都心地区で開催が予定されていた鈴木肝煎りの世界都市博覧会の中止を公約に掲げ、石原や大前研一、岩國哲人、上田哲ら有力候補を破り、170万0933票を獲得して圧勝する。石原の落選は、「国民の政党に対する不信感の表れ」のまさしく象徴的な出来事であった。
青島の知事就任後、東京都議会は臨海副都心開発を見直した上、都市博の開催を求める決議を賛成多数で可決する。しかし、青島は「中止補償は金で購いがつく。青島は約束を守れる男かそうでないのか、信義の問題なんだ!」と反対し、公約通り中止を決定した。
その世界都市博中止問題の議論をしていた最中の同年5月16日午後7時頃、都庁舎の都知事秘書室で青島宛の小包が爆発する事件が起こり、この小包を開梱していた職員が左手の全ての指と右手親指を失う重傷を負った（東京都庁小包爆弾事件）。後にこの事件はオウム真理教による犯行と断定されている。オウム真理教の宗教法人の所轄庁が東京都であり、宗教法人法による解散請求問題が浮上していたため、都知事の青島が狙われた。
1998年には絵画「循環」で二科展入選を果たした。
都知事としての青島は、都市博中止以外には特に目立った施策はなく、二信組救済の税金投入をしないなど、他の公約を守ることもないまま官僚・役人任せの行政に終始する。このため、徐々に青島に対する批判は高まった。もっとも、オール野党であったために独自色を出すことができなかったという見方もある。
1期務めた1999年、任期満了で都知事の職を退任した。この時、2期目に立候補をするかどうか直前まで決めておらず、態度表明の記者会見の直前でも都政担当記者はおろか、ナンバー2である副知事でさえも退任するかどうかを知らなかった。
「ポスト青島」をめぐる1999年東京都知事選挙では、民主党を離党し、衆議院議員を辞職して立候補した鳩山邦夫を後継指名したが、石原慎太郎が当選し、鳩山は次点に終わった。都知事在任中は知事公舎に入居しており、退任後は江東区に転居した。

### 晩年
2001年、第二院クラブ代表に復帰。第19回参議院議員通常選挙に比例区から立候補するも落選。同年12月には、M-1グランプリで審査員を務めた。
2004年の第20回参議院議員通常選挙に東京都選挙区（定数4）から無所属で立候補する。ポスターには「選挙にも行かないでがたがた抜かすんじゃねぇこの野郎!!青島だぁ文句あるか!?」の極めて挑発的なフレーズを掲げ、自らがかつて作詞した『どんと節』の選挙版替え歌（セルフパロディ）を陽気に3回も熱唱し、歌の合間に政見を少し話すという極めて異色な政見放送を行う。59万6272票を獲得したが、次点で落選した。青島はこの年の参議院選挙での落選を最後に、事実上政界から引退することとなった。
2006年12月20日9時31分、骨髄異形成症候群のため順天堂大学医学部附属順天堂東京江東高齢者医療センターで死去した。74歳没。自宅で転倒して入院し、退院はすぐだと思っていたが病院から勧められた輸血を断り、入院から1か月後の死だった。死没日付をもって正四位に叙され、旭日重光章を追贈された。天皇明仁（当時）から一般の香典にあたる祭祀料を下賜された。
都の職員100人以上がボランティアとして通夜・葬儀を手伝った。葬儀には盟友である植木等も参列したが、植木もこの時すでに肺気腫によって体調を崩しており、酸素ボンベを付けなければならない状態だった。植木にとっても、これが公の場で見せた最後の姿となる。なお、植木は青島の後を追うように、青島の告別式からちょうど3か月後の2007年3月27日に死去している。
墓所は荒川区浄光寺。戒名は「廉正院端風聚幸大居士」。

## 人物

### 人物像
高度経済成長期に「サラリーマンは気楽な稼業と来たもんだ」と作詞して「ニッポン無責任時代」を演出した立役者でもあるが、青島自身にサラリーマン経験は無い。また、「うちのお父さんはサラリーマンですが、ちっとも気楽じゃありません。あんな歌はやめてください」という苦情の手紙を受け取ったことがある。青島は「卒業、就職の時期に結核を患い、やむなく大学院に籍を置いて、療養生活を余儀なくされ、身の保証の何一つないヤクザな稼業に追いやられた私としては、『サラリーマンがナンボのもんじゃい』とうらみがましく思っていた」と語っている。
1990年代の青島はアメヤ横丁で購入したモッズコートを頻繁に着用しており、それに目を付けたテレビ局関係者がモッズコートを後述の『踊る大捜査線』の主人公の衣装とし、主人公・青島俊作の名前の由来ともなった。

### 他者からの評価
- 横山ノックと並び、芸能人やテレビタレントが知名度を利用して議員となる「タレント議員」のはしりである。
- 青島は、同年生まれであり、青島が学生の時にはすでに芥川賞作家となっていた石原慎太郎のことを意識し、時にライバル視していたと言われる。石原は初選挙も同じ参院選全国区であり、青島が直木賞受賞を目指したのも石原の影響による。両者が東京都知事に就任する以前には犬猿の仲とも言われ、メディアでも両者はよく対比された[22]。青島が亡くなった際、石原は「本当びっくりしましたね。前も一回がんを患って…本当に希代の才人だったからね。僕と同じ年だしね。同じ参議院で出て、ああいうウイッティーで才気のある人っていうのは、だんだんいなくなっちゃった」と述懐した。ただし、石原による東京都知事としての青島の評価は低く、青島の前任者である鈴木俊一が2010年に亡くなった際、石原は「行政の経験がなければ都知事は務まらない」と持論を展開した上で元エリート官僚の鈴木を賞賛し、「（私の）友人でもあった青島君はあの体たらくで」と述べ、青島と美濃部亮吉に対し厳しい評価を下した。また、石原は「95年の都知事選で僕は青島君に一票入れたんだ。もうちょっと何か奇想天外なことをしてくれると思ったんだがなあ」とも語っている。
- 野坂昭如が青島を批判したところ、青島は野坂に反論する形で「てめえなんかホームレス以下だ」と発言。このやり取りの直前、西新宿の動く歩道建設に伴うホームレスの強制退去が行われていたため、青島の発言が批判される一幕もあった。
- 永六輔は青島を「敵に回すと恐ろしい、味方にくると頼りない」と評したことがある。また、矢崎泰久は著書において「裏切り者」「議員になって途端に尊大になった」などと酷評している[23]。
- 1995年の第17回参議院議員通常選挙には、自らの後継として実娘の青島美幸を二院クラブ公認で比例区に立てる（落選）など、それまで批判してきた世襲政治をも一転して踏襲し、各方面より政治家として厳しい評価を受けた。

## 家族
長女は放送作家・エッセイスト・タレントの青島美幸、長男は作詞家・放送作家の青島利幸。

## 影響
- 漫画『天才バカボン』のバカボンのパパは、知らないルールがあると「国会で青島幸男が決めたのか?」と問い、自分で勝手にルールを作ったときには「国会で青島幸男が決めたのだ!」と言うのが決まり文句だった。赤塚不二夫とは交友があり、赤塚の漫画家40周年記念パーティーに参加した際には「東京都知事の青島だぁ!」と挨拶している。
- テレビドラマ『踊る大捜査線』（フジテレビ）では織田裕二扮する主人公の青島俊作の名前の由来であり、劇中では青島俊作が「都知事と同じ『青島』です」と自己紹介するのが定番だった。逆にドラマのヒット後、青島幸男本人はテレビ番組に出演した際、「湾岸署（ドラマの舞台となる警察署）と同じ『青島』です」と挨拶した。
- 小林信彦の私小説的作品「自由業者」（連作短編集「袋小路の休日」に収録）では、青島をモデルにした人物「羽鳥達也」と小林をモデルとした主人公「上村宏」の交流が描かれ、無名の放送作家・DJだった羽鳥が、タレントとして知名人になる経緯が、宏の視点から描かれている。

## 作品

### テレビ番組
- おとなの漫画（フジテレビ）※構成
- シャボン玉ホリデー（日本テレビ）※構成

ほか

### 音楽作品

#### 作詞
- スーダラ節（植木等）
- 五万節（ハナ肇とクレージーキャッツ）
- 無責任一代男（ハナ肇とクレージーキャッツ）
- ホンダラ行進曲（ハナ肇とクレージーキャッツ）
- ドント節（植木等）
- ハイそれまでョ（植木等）
- これで日本も安心だ!（植木等）
- 大冒険マーチ（ハナ肇とクレージーキャッツ）
- だまって俺について来い（植木等、カヴァー：火野正平・天童よしみ[注 4]）
- この際カアちゃんと別れよう（ハナ肇とクレージーキャッツ） ※上野玲児との共同作詞。
- 実年行進曲（ハナ肇とクレージーキャッツ）
- 明日があるさ（坂本九、カヴァー：Re:Japan[注 5]）
- 青春ア・ゴーゴー
- ふり向いてもくれない(朝丘雪路)
- ナカナカ見つからない（スリーファンキーズ）
- 明日をみつめて（弘田三枝子）
- とりあえずは元気で行こうぜ（西田敏行） ※映画『釣りバカ日誌』シリーズ主題歌。作曲も担当。
- おらぁグズラだど（谷啓）※アニメ『おらぁグズラだど』主題歌。グズラ役の大平透のカバーもあり。

#### 歌唱
- 青島だァー / 女なんて
- そろりと参ろう / 今度こそは大丈夫 ※『そろりと参ろう』はTBS系ドラマ『そろりと参ろう』主題歌。
- 信じておくれ / 鐘をあげる男たち ※『信じておくれ』は牧田羊子とのデュエット。『鐘をあげる男たち』は映画『鐘』主題歌。
- しまった / 悪く思うなよ
- 意地悪ばあさんのうた / ウマイ話ってないもんだね ※『意地悪ばあさんのうた』は読売テレビ・日本テレビ系ドラマ『いじわるばあさん』主題歌。
- ヤシの木陰のクリスマス（作詞・作曲：青島幸男、編曲：牧野信博、2000年11月29日発売）
- 明日があるさ - 作詞を手掛けた坂本九の同曲のセルフカバー（『明日があるさ〜青島幸男作品集〜』の赤盤に収録）。

### 映画
- クレージーの花嫁と七人の仲間（1962年、松竹）※原案（出演も）
- サラリーマンどんと節 気楽な稼業と来たもんだ（1962年、大映） ※原作
- スーダラ節 わかっちゃいるけどやめられねえ（1962年、大映） ※原作
- 鐘（1966年、青島プロ） ※製作・脚本・監督・主演
- 二人でひとり（1970年、東宝） ※原作・脚本・監督・主演

### 戯曲
- 二人でひとり（2001年、小松政夫主演）[注 6]

### 著書

#### 単著
- 『ざまァみやがれ！ デッカイ気分になる本』青春出版社〈プレイブックス〉、1966年。 NCID BC10500405。全国書誌番号:66010749。
- 『青島の意地悪議員日記』読売新聞社、1969年8月31日。NCID BA33126063。全国書誌番号:72003890。
  - 『青島の意地悪議員日記』新潮社〈新潮文庫〉、1982年3月。ISBN 9784101267012。 NCID BN01507706。全国書誌番号:82026108。
- 『続・意地悪議員日記 男メカケから沖縄国会まで』パロディ社、1972年3月20日。NCID BN09699225。全国書誌番号:72001997。
- 『第3意地悪議員日記』パロディ社、1973年4月5日。NCID BA44500751。全国書誌番号:72004558。
- 『120万3431人の皆様へ 第4意地悪議員日記』パロディ社、1974年4月25日。全国書誌番号:72007851。
- 『だから巨人ファンはバカなのだ』ごま書房〈ゴマブックス〉、1976年12月。 NCID BB19444088。全国書誌番号:75050715。
  - 『だから巨人ファンはバカなのだ』（改訂新版）ごま書房〈ゴマブックス〉、1979年1月。全国書誌番号:79011161。
- 『なんだ！ 勉強なんて』ポプラ社〈のびのび人生論〉、1978年7月。 NCID BN03697067。全国書誌番号:78023384。
- 『これで日本も安心だ 哀れな中年から幸せな若者へのメッセージ』ごま書房〈ゴマブックス〉、1979年5月。 NCID BB03852846。全国書誌番号:79018492。
  - 『これで日本も安心だ』勁文社〈ケイブンシャ文庫〉、1983年12月。ISBN 9784766901504。 NCID BN06067203。全国書誌番号:84022456。
- 『面白生活白書 天下大変私は泰平!リッパなもんだよ日本人』主婦と生活社〈21世紀ブックス〉、1980年10月。全国書誌番号:81004355。
- 『青島幸男の国会を話そうか これで政治に強くなる』ダイヤモンド社、1981年2月5日。NCID BN14273776。全国書誌番号:81016648NDLJP:11933794。
- 『人間万事塞翁が丙午』新潮社、1981年4月。 NCID BN0505297X。全国書誌番号:81025694。
  - 『人間万事塞翁が丙午』新潮社〈新潮文庫〉、1984年8月。ISBN 9784101267043。 NCID BN01507885。全国書誌番号:85001046。
  - 『人間万事塞翁が丙午』埼玉福祉会〈大活字本シリーズ〉、1987年10月。全国書誌番号:88018021。
  - 『人間万事塞翁が丙午』パロディー社、1995年3月。ISBN 9784938688042。 NCID BN1385538X。全国書誌番号:96010271。
- 『ノミの反乱』新潮社〈新潮文庫〉、1982年7月。ISBN 9784101267029。 NCID BN01507830。全国書誌番号:82046318。
- 『蒼天に翔る』新潮社、1982年9月。 NCID BN08076362。全国書誌番号:82053598。
  - 『蒼天に翔る』新潮社〈新潮文庫〉、1985年7月。ISBN 9784101267050。 NCID BN06083968。全国書誌番号:85061853。
- 『極楽トンボ』文藝春秋、1982年10月。 NCID BN00873640。全国書誌番号:83004035。
  - 『極楽トンボ』文藝春秋〈文春文庫〉、1986年2月。ISBN 9784167405014。 NCID BA87804929。全国書誌番号:86024996。
- 『青島の意地悪国会報告』新潮社〈新潮文庫〉、1983年4月。ISBN 9784101267036。 NCID BN01507772。全国書誌番号:83032981。
- 『ぴいひゃらどんどん』新潮社、1983年5月。ISBN 9784103388036。 NCID BA39846291。全国書誌番号:83035146。
- 『対談集 ホントはどうなの…』毎日新聞社、1983年12月。 NCID BN10454757。全国書誌番号:84020827。
- 『とまどいの日々』毎日新聞社、1985年4月。全国書誌番号:85043532。
- 『繁盛にほんばし弁菊』新潮社、1985年5月。ISBN 9784103388043。 NCID BA33808030。全国書誌番号:85048900。
- 『青島幸男の紋切り型辞典 女の口説き方から辞表の書き方まで』ネスコ〈NESCO books〉、1988年6月。ISBN 9784890360536。 NCID BC07540682。全国書誌番号:88046830。
- 『わかっちゃいるけど… シャボン玉の頃』文藝春秋、1988年9月。ISBN 9784163426204。 NCID BN02835121。全国書誌番号:89001111。
  - 『わかっちゃいるけど… シャボン玉の頃』文藝春秋〈文春文庫〉、1991年9月。ISBN 9784167405021。 NCID BN11042289。全国書誌番号:91067496。
- 『青島幸男とたった七人の挑戦』徳間書店、1995年6月。ISBN 9784198603045。 NCID BA66382910。全国書誌番号:97029049。
- 『青島知事発言集』東京都政策報道室政策調整部、1998年3月。全国書誌番号:98090867。
- 『ドーンと都政じわじわ革命』ぎょうせい、1998年5月。ISBN 9784324054369。 NCID BA36930052。全国書誌番号:99006863。
- 『ちょっとまった！ 青島だァ』岩波書店〈双書時代のカルテ〉、2006年12月。ISBN 9784000280945。 NCID BA79580735。全国書誌番号:21164843。

#### 共著
- 林孝矩、小沢貞孝、青島幸男『選挙法改正について各党の意見をきく』 下、尾崎行雄記念財団〈討論集会シリーズ〉、1975年3月。全国書誌番号:77101184。
- 青島幸男、石ノ森章太郎『大日本カル派宣言 平成ルネッサンスの幕あけ』勁文社、1989年6月。ISBN 9784766909425。全国書誌番号:90043424。
  - 青島幸男、石ノ森章太郎『新世紀のココロ』（増補版）勁文社、1995年9月。ISBN 9784766923278。全国書誌番号:96001695。
- 青島幸男、秋元康『明日があるさ』『明日があるさ』選考委員会選、勁文社、2001年6月。ISBN 9784766938388。 NCID BA53462303。全国書誌番号:20256255。
- 井上怜奈、鳥越俊太郎、猿渡瞳、加藤大基、青島幸男、より子、小橋建太『生きる。 がんと向きあう7人のストーリー』幻冬舎、2009年8月。ISBN 9784344017184。 NCID BA91424659。全国書誌番号:21722029。

#### 編集
- 『青島幸男の金丸倒せ“100万通大作戦”』汐文社、1992年12月。ISBN 9784811301457。 NCID BN08449390。全国書誌番号:93051930。

#### 翻訳
- S.ワインスタイン、H.アルブレヒト『にわとりのジョナサン』勁文社〈エコーブックス〉、1975年4月。 NCID BN12837972。
  - S.ワインスタイン、H.アルブレヒト『にわとりのジョナサン』勁文社〈ケイブンシャ文庫〉、1983年11月。ISBN 9784766901467。 NCID BN09457860。全国書誌番号:84024383。
  - S.ワインスタイン、H.アルブレヒト『にわとりのジョナサン』勁文社〈ケイブンシャノベルス〉、1995年6月。ISBN 9784766922950。全国書誌番号:95064589。
- ジェームズ・クラベル『23分間の奇跡』集英社、1983年9月。ISBN 9784087730524。 NCID BN08146071。全国書誌番号:84008538。
  - ジェームズ・クラベル『23分間の奇跡』集英社〈集英社文庫〉、1988年7月。ISBN 9784087493573。 NCID BA37475097。全国書誌番号:88049704。

#### 出版中止
- 『青い島の幸せな男』晶文社、2004年。
  - 青島の近くにいる人物から反対を受け、出版中止となった[25]。

## 出演

### テレビ番組
- ひょっこりひょうたん島（1965年 - 1966年、NHK） - トンカチーフ（声の出演）
- 気まぐれ百年（1966年、日本テレビ）
- お昼のワイドショー（1968年 - 1979年、日本テレビ） - 司会
- 欽ちゃんの全日本仮装大賞（1979年 - 2001年[注 7]、日本テレビ） - 審査員長
- 今夜は最高!（1985年・1988年）
- 追跡（1988年 - 1994年、日本テレビ） - 司会

### ラジオ番組
- 青島・フーコの天下のジョッキー（TBSラジオ）
- 青島幸男の明日があるさ（TBSラジオ）[1]
- 青島幸男の丁丁発止（文化放送）
- 三菱モーニングドライブ 青島・うつみの花咲かジョッキー（文化放送）
- 青島幸男の世界一だ!（ニッポン放送）
- 青島幸男のまだ宵の口（ニッポン放送）

### テレビドラマ
- いまに見ておれ（1964年、TBS） - 剣持敬太
- 泣いてたまるか（1966年 - 1967年、TBS） - 主演
- ウルトラマン 第11話「宇宙から来た暴れん坊」（1966年、TBS/円谷プロ） - 新聞記者
- ケンチとすみれ（1967年 - 1968年、NHK） - 甲田玄三
- 意地悪ばあさん（読売テレビ版、1967年） - 主演・波多野タツ
- 独身のスキャット 第1話（1970年、TBS/円谷プロ）
- 恐怖劇場アンバランス（1973年、フジテレビ/円谷プロ） -  ストーリーテラー〔司会〕
- 意地悪ばあさん（フジテレビ版、1981年 - 1982年） - 主演・波多野たつ
- サザエさんVS意地悪ばあさんVSいじわる看護婦（1984年、フジテレビ） - 主演・波多野たつ
- 意地悪ばあさんリターンズ 伝説のばあさんVS湾岸署スリーアミーゴス意地悪バトル（1999年、フジテレビ） - 主演・波多野たつ
- 明日があるさ（2001年、日本テレビ） - 加茂営業本部長[26]
- TV's HIGH（2000年 - 2001年、フジテレビ）

### 映画
- クレージーの花嫁と七人の仲間（1962年、松竹） - フロアーテレビ・ディレクター ※原案
- 若い季節（1962年、東宝） - 谷
- 「可否道」より なんじゃもんじゃ（1963年、松竹） - テレビ作家・赤島
- あの人はいま（1963年、松竹） - 縫目正志
- わんぱく天使（1963年、東宝）
- ホラ吹き太閤記（1964年、東宝） - 大久保彦左衛門
- 男嫌い（1964年、東宝） - 片山道雄
- 戦場にながれる歌（1965年、東宝） - 西山助教
- 大阪ど根性物語 どえらい奴（1965年、東映） - 青島
- クレージー大作戦（1966年、東宝）  - 駐在所巡査
- 旗本やくざ（1966年、東映） - たらしの頓兵衛
- 黄金バット （1966年、東映東京） - 警官
- 女は幾万ありとても（1966年、東宝） - 塚本
- 鐘（1966年、青島プロ） - 主演　※製作・脚本・監督
- クレージーの怪盗ジバコ（1967年、東宝） - 警官
- BG・ある19才の日記 あげてよかった!（1968年、日活） - 今村栄次
- クレージーのぶちゃむくれ大発見（1969年、東宝） - 若い男
- 千夜一夜物語（1969年、日本ヘラルド） - 主演・アルディン（声の出演）
- 俺は眠たかった!!（1970年、松竹） - 警官
- 二人でひとり（1970年、東宝） - 主演・服部良助 ※原作・脚本・監督
- 告訴せず（1975年、東宝） - 主演・木谷省吾
- ドン松五郎の生活（1986年、東宝東和）
- 川の流れのように（2000年、東宝）
- 釣りバカ日誌12 史上最大の有給休暇（2001年、松竹） - 高野研一郎
- 明日があるさ〈THE MOVIE〉（2002年、東宝） - 加茂
- 死に花（2004年、東映） - 穴池好男

## 演じた俳優
- 萩原流行 - 『シャボン玉の消えた日』（日本テレビ）
- 石黒賢 - 『ザ・ヒットパレード〜芸能界を変えた男・渡辺晋物語〜』（フジテレビ）
- 安井順平 - 『植木等とのぼせもん』（NHK総合）

## 関連図書
- 矢崎泰久『変節の人 かつての同志が告発する青島幸男の正体』飛鳥新社、1997年
- 『青島幸男読本』音楽出版社、2012年
- 森炎・青島美幸『昭和に火をつけた男　青島幸男とその時代』講談社、2013年